# Saxifraga arachnoidea
Saxifraga arachnoidea es una especie de planta  perteneciente a la familia Saxifragaceae. 

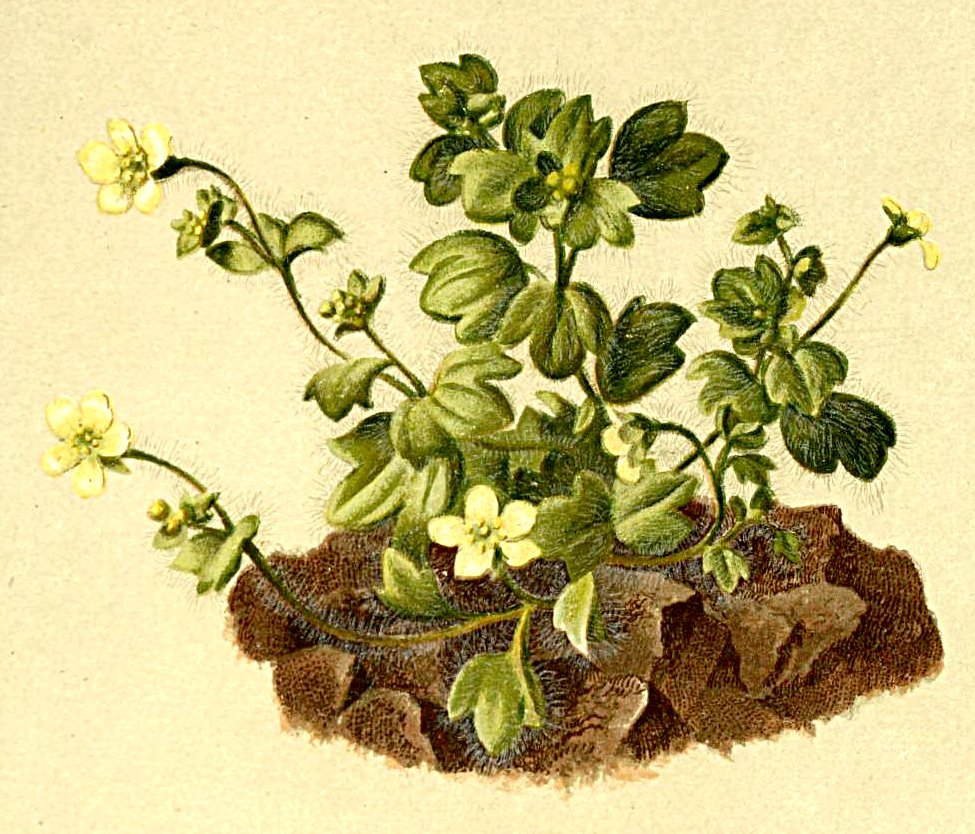
Inflorescencia

## Descripción
Es una planta perenne herbácea, que alcanza un tamaño de 10 a 30 centímetros de altura. Los tallos son postrado-ascendentes, ramificado de 10 a 30 cm de largo. Las hojas basales no están dispuestas como una roseta, su contorno tiene forma de riñón para redondeado, son de hasta 20 mm de ancho, de color amarillo-verde, fina, casi transparente, y estrechándose en el corto pecíolo; en la parte frontal tiene de 3 a 5 dientes gruesos. Las hojas superiores son más pequeñas y sésiles. Los tallos y las hojas son largas y está cubierto de pegajosos pelos glandulares, que da nombre a la planta.
De una a tres flores están disponibles en los ramificados tallos. Los pétalos son de color amarillo pálido, son ovales y ligeramente más largos que los sépalos. El período de floración es de junio a agosto. La especie tiene el número de cromosomas 2n = 56 o 66a

## Distribución y hábitat
Se distribuye por los Alpes en lugares protegidos de la lluvia bajo los acantilados de piedra caliza y voladizos a altitudes desde 600 hasta 1700 metros. Esta especie es rara. Es en estos lugares a menudo aparece asociada con otros endemismos como Moehringia glaucovirens o Aquilegia thalictrifolia.

## Taxonomía
Saxifraga arachnoidea fue descrita por Kaspar Maria von Sternberg y publicado en Revis. Saxifrag. 23 1810.
Etimología
Saxifraga: nombre genérico que viene del latín saxum, ("piedra") y frangere, ("romper, quebrar"). Estas plantas se llaman así por su capacidad, según los antiguos, de romper las piedras con sus fuertes raíces. Así lo afirmaba Plinio, por ejemplo.
arachnoidea: epíteto latino que significa "como una tela de aracha".
Sinonimia
- Cymbalariella arachnoidea (Sternb.) Nappi	[3][4]